# 中国社会出版社
中国社会出版社是中华人民共和国的一家出版机构，是民政部的直属单位，社址位于北京市西城区。中国社会出版社成立于1989年，2009年被新闻出版总署评为“国家一级出版社”和“全国百佳图书出版单位”，主要出版社会建设领域的图书。